# Herochroma baibarana
Herochroma baibarana là một loài bướm đêm thuộc họ Geometridae. Loài này có ở Trung Quốc, Đài Loan, Sri Lanka, khu vực đông bắc of Himalaya, bán đảo Mã Lai, Sumatra và Borneo.